# 1522
Évszázadok: 15. század – 16. század – 17. század
Évtizedek: 1470-es évek – 1480-as évek – 1490-es évek – 1500-as évek – 1510-es évek – 1520-as évek – 1530-as évek – 1540-es évek – 1550-es évek – 1560-as évek – 1570-es évek
Évek: 1517 – 1518 – 1519 – 1520 –  1521 – 1522 – 1523 – 1524 – 1525 – 1526 – 1527

## Események

### Határozott dátumú események
- január 9. – VI. Adorján (Adriaan Dedel) személyében az első nem-itáliai (holland) származású pápa lép trónra.
- január 13. – II. Lajos magyar és cseh király és Habsburg Mária spanyol királyi hercegnő esküvője.[1]
- január 30. – V. Károly német-római császár lemond öccse, Ferdinánd javára Felső- éa Alsó-Ausztriáról, Stájerországról, Karintiáról és Krajnáról.[2]
- február 22. – V. Károly átengedi Ferdinándnak Tirolt, Burgaut, Kirchberget, a sváb birtokokat és Württemberget.[2]
- március 6. – Luther Márton visszatér Wittembergbe, és folytatja a prédikálást.[3]</ref>
- május 29. – A törökök elfoglalják Knint a horvátoktól.
- június 18. – Klissza megvédi magát a boszniai pasák támadásától.
- június 26. – A törökök megtámadják Rhodoszt.
- december 22. – I. Szulejmán beveszi Rodoszt, véget ér a johanniták uralma.

### Határozatlan dátumú események
- az év folyamán –
  - Megjelenik nyomtatásban Luther Márton Újszövetség-fordítása.[4]
  - Ternate szigetén a portugálok erődöt építenek.[5]
  - A törökök elfoglalják Orsovát.[6]

## Születések
- szeptember 11. – Ulisse Aldrovandus itáliai természetbúvár, alkimista († 1605)
- november 18. – Lamoraal van Egmont gróf († 1568)
- Mihrimah szultána

## Halálozások
- június 13. – Piero di Tommaso Soderini, Firenze gonfalonieréje (* 1452)
- július 5. – Antonio de Nebrija középkori spanyol (andalúz) humanista és nyelvész (* 1441)
- augusztus 24. – I. Gaspard de Coligny francia marsall (* 1465/1470)
- augusztus 28. – Giovanni Antonio Amadeo olasz szobrász, építész (* 1447)